# Base de la Fuerza Aérea Malmstrom
La Base de la Fuerza Aérea Malmstrom (en inglés: Malmstrom Air Force Base) es un lugar designado por el censo ubicado en el condado de Cascade en el estado estadounidense de Montana. En el Censo de 2010 tenía una población de 3472 habitantes y una densidad poblacional de 263,63 personas por km².

## Geografía
Malmstrom AFB se encuentra ubicado en las coordenadas 47°30′21″N 111°10′58″O / 47.50583, -111.18278. Según la Oficina del Censo de los Estados Unidos, Malmstrom AFB tiene una superficie total de 13.17 km², de la cual 13.17 km² corresponden a tierra firme y (0%) 0 km² es agua.

## Demografía
Según el censo de 2010, había 3472 personas residiendo en Malmstrom AFB. La densidad de población era de 263,63 hab./km². De los 3472 habitantes, Malmstrom AFB estaba compuesto por el 79.32% blancos, el 9.07% eran afroamericanos, el 1.01% eran amerindios, el 1.81% eran asiáticos, el 0.23% eran isleños del Pacífico, el 2.3% eran de otras razas y el 6.25% pertenecían a dos o más razas. Del total de la población el 10.97% eran hispanos o latinos de cualquier raza.